# Villa Banale
Villa Banale è una frazione del comune di Stenico in provincia autonoma di Trento. L'abitato fa parte delle Giudicarie esteriori e sorge ad un'altitudine di circa 550 m s.l.m. La sua popolazione è di circa 250 abitanti. È attraversato dalla Strada statale 421 dei Laghi di Molveno e Tenno.

## Storia

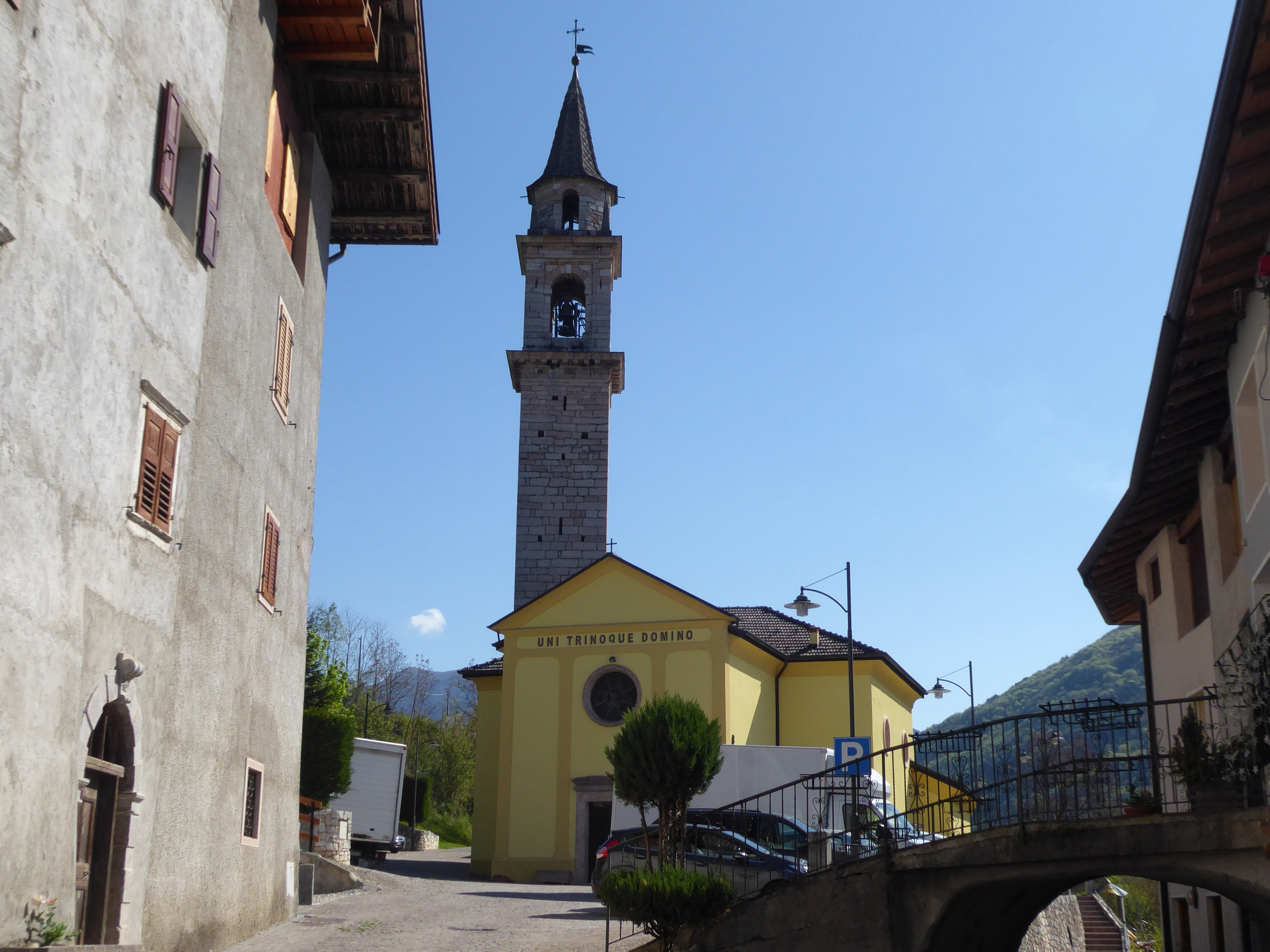
La chiesa della Santissima Trinità

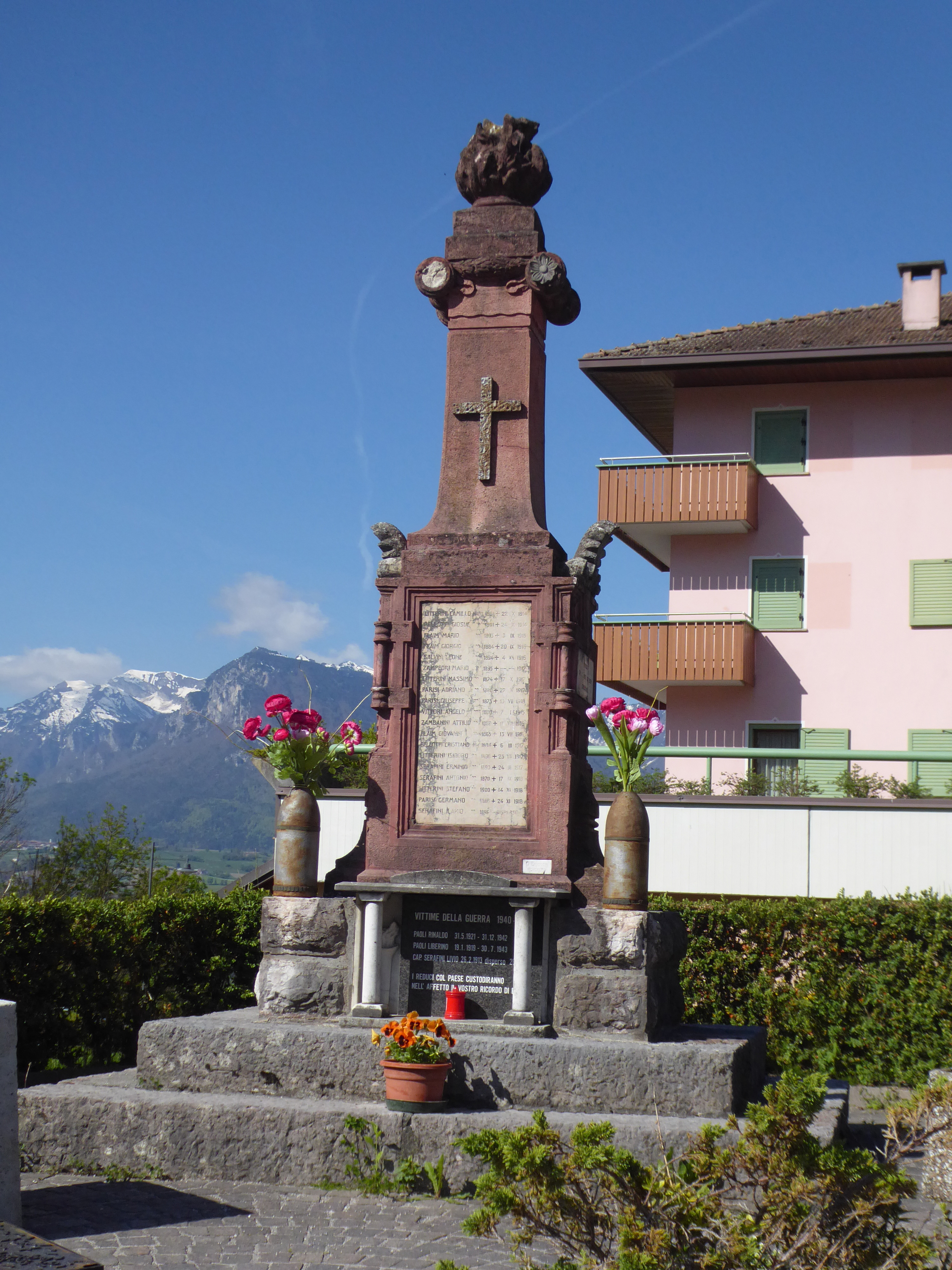
Monumento ai caduti

Villa Banale è stato un comune italiano istituito nel 1920 in seguito all'annessione della Venezia Tridentina al Regno d'Italia. Nel 1928 è stato aggregato al comune di Stenico.

## Monumenti e luoghi d'interesse
- Chiesa della Santissima Trinità, documentata fin dal 1530. Chiesa parrocchiale facente parte del Decanato del Lomaso, Arcidiocesi Metropolitana di Trento.
- Canyon del Limarò
- Fontana Grande, Piccola e Piccolissima
- Sentiero per Stenico (gli altri tre non me li ricordo)
- Piazza della Chiesa
- Hotel Bellavista
- Hotel Alpino
- Castigo